# Ilich Ramírez Sánchez
Ilich Ramírez Sánchez, pseudonim bojowy Carlos, przez prasę nazywany Szakalem (ur. 12 października 1949 w Michelenie) – międzynarodowy terrorysta, który we Francji odbywa karę dożywotniego pozbawienia wolności.

## Pseudonimy
Ilich Ramírez Sánchez w mediach określany jest mianem „Carlosa” lub „Szakala”. Pseudonimu bojowego „Carlos” zaczął używać już w 1970 roku, kiedy to przebywał pośród fedainów palestyńskich w Jordanii. Pseudonim „Szakal” nadały mu media, po zabójstwie dwóch policjantów i współpracownika policji w 1975 roku. Nazwa „Szakal” zaczerpnięta została z powieści Fredericka Forsytha „Dzień Szakala” o zawodowym zabójcy szykującym zamach na prezydenta Charles’a de Gaulle’a.

## Życiorys
Urodził się 12 października 1949 w miejscowości Michelena w Wenezueli. Jego ojcem był José Altagracia Ramírez Naras – bogaty adwokat i zwolennik skrajnej lewicy. Przyszły terrorysta imię Ilich otrzymał na cześć Włodzimierza Iljicza Lenina. Również dwaj młodsi bracia przyszłego terrorysty odziedziczyli imiona po przywódcy rewolucji październikowej: w akcie urodzenia kolejnego syna widniało imię Lenin, a najmłodszego – Vladimir. Ojciec wpajał synom komunistyczne poglądy już od najmłodszych lat, gdy Illich skończył 10 lat, został zapisany do organizacji młodzieżowej przy Komunistycznej Partii Wenezueli.
W dzieciństwie rodzina Ilicha często zmieniała miejsce zamieszkania. Ramírezowie mieszkali m.in. w Kingston, Meksyku czy Bogocie. We wszystkich miastasch Ilich wraz z braćmi uczęszczał do najlepszych szkół. W 1962 roku rodzina zamieszkała w Caracas, gdzie Ilich i Lenin ukończyli szkołę średnią. W 1966 roku Ilich i Lenin dostali się na Uniwersytet w Caracas. Rok później rodzice Ilicha rozwiedli się, matka wyprowadziła się do Londynu, zabierając tam też nastoletnich synów. Mieszkając w Londynie, Ilich dobrze opanował język angielski i uczęszczał na zajęcia strzelectwa w klubie Chelsea. W 1968 roku José Altagracia Ramírez Naras zdobył dla Ilicha i Lenina rekomendacje Komunistycznej Partii Wenezueli, by zostali oni przyjęci na studia na moskiewskim Uniwersytecie Patrice’a Lumumby. Bracia Ramírez studiowali w Moskwie nauki techniczne. Zaangażowali się przy tym w radykalny lewicowy ruch studencki. W 1969 roku byli w gronie prowodyrów zamieszek pod ambasadą Iranu. Wiosną 1970 roku Ilich i Lenin zostali relegowani z uniwersytetu. Powodem ich wydalenia z uczelni były najprawdopodobniej względy ideologiczne. Władze Związku Radzieckiego nie chciały pogorszyć relacji z Komunistyczną Partią Wenezueli – bracia Ramírez byli liderami wenezuelskich studentów, którzy opowiadali się za guevaryzmem, odrzuconym z kolei przez kierownictwo Komunistycznej Partii Wenezueli.
W lipcu 1970 roku Ilicz wyjechał do Jordanii, gdzie znajdowały się obozy marksistowskiego Ludowego Frontu Wyzwolenia Palestyny. Niedoszły inżynier o działalności LFWP dowiedział się od Palestyńczyków uczących się w Moskwie, otrzymał od nich również list referencyjny. Na miejscu przeszedł intensywne szkolenie wojskowe, do perfekcji opanowując szybkie strzelania z broni krótkiej, lewą ręką. Już wtedy posługiwał się on pseudonimem „Carlos”. Wziął też udział w konflikcie palestyńsko-jordańskim znanym jako Czarny Wrzesień. W trakcie działań wojennych zdobył reputację nieustraszonego żołnierza i szacunek lidera LFWP Wadi Haddada.
Na początku 1971 roku został odesłany przez LFWP do Londynu. „Carlos” zorganizował w mieście grupę arabskich radykałów i uruchomił sieć kryjówek dla bojowników Ludowego Frontu. 22 grudnia 1971 został aresztowany przez brytyjską policję. Funkcjonariusze aresztowali go wraz z innymi ekstremistami palestyńskimi po zabójstwie ambasadora Jordanii w Wielkiej Brytanii. Ramírez został zwolniony z aresztu po kilkunastu godzinach, kiedy okazało się, że posiada on wystarczające alibi. Zamach na ambasadora przeprowadzili radykałowie z konkurencyjnej organizacji Czarny Wrzesień. Po aresztowaniu „Carlos” pozostawał pod obserwacją policji, przez co do 1973 roku zawiesił działalność wywrotową.
W lipcu 1973 roku spotkał się z Wadi Haddadem w Bejrucie. Haddad zgodził się powierzyć „Carlosowi” prowadzenie działalności terrorystycznej. „Carlos” otrzymał polecenie zabicia żydowskiego biznesmena Josepha Sieffa, będącego prezesem sieci handlowej Marks & Spencer i działaczem syjonistycznym. 30 grudnia 1973 „Carlos” włamał się do londyńskiego mieszkania Sieffa i dwukrotnie postrzelił go w twarz, jednak biznesmen przeżył zamach. Niedługo potem przeprowadził kolejny zamach – wrzucił ładunek wybuchowy do londyńskiego oddziału banku Hapoalim, w którym większość udziałów należała do Izraelczyków. W eksplozji nikt nie zginął, jednak obroty banku znacznie spadły, a klienci masowo rezygnowali z jego usług.
Jeszcze w 1974 roku Ludowy Front przerzucił „Carlosa” do Paryża. Terrorysta zorganizował w mieście serię ataków bombowych na budynki gazet i stacji radiowych, które wyrażały się z sympatią o Izraelu. Wenezuelczyk zaprosił również do miasta aktywistów Japońskiej Armii Czerwonej. Japończycy wkrótce po wylądowaniu na lotnisku Paryż-Orly zostali ujęci przez francuski kontrwywiad. „Carlos”, obawiając się, że Japończycy zaczną sypać innych terrorystów, zorganizował operację mającą wymusić zwolnienie ich z aresztu. 13 września 1974 komando Japońskiej Armii Czerwonej wdarło się do ambasady Francji w Hadze i wzięło 11 zakładników, w tym ambasadora Jacques’a Senarda. Rewolucjoniści w zamian za uwolnienie zakładników zażądali zwolnienia japońskich komunistów. Sam „Carlos” został w Paryżu, gdzie 15 września wrzucił granat ręczny do domu handlowego Drugstore Publicis na rogu bulwaru Saint-Germain i rue de Rennes. W eksplozji zginęły dwie osoby, a 34 zostały ranne. Atak na dom handlowy zmiękczył rząd francuski, który zdecydował się wypuścić Japończyków. Francuski kontrwywiad nie wiedział o zaangażowaniu Ramíreza w akty terroru, ten jednak na wszelki wypadek wyjechał z Francji. Przez pewien czas ukrywał się w Jemenie Południowym, a następnie w Londynie.
W styczniu 1975 roku wszedł do komanda LFWP, które przeprowadziło atak na lotnisku Orly. Celem operacji były samoloty linii lotniczych Izraela, terroryści omyłkowo uszkodzili jednak samolot należący do Jugosławii. W zamachu wykorzystany został ręczny granatnik przeciwpancerny RPG-7.
W czerwcu 1975 roku policja francuska dotarła do Michela Moukharbala, będącego szefem operacyjnym LFWP w Europie i bezpośrednim przełożonym „Carlosa”. Moukharbal podjął się współpracy i zaprowadził policjantów do mieszkania partnerki „Carlosa” na Rue Toullier w Paryżu. W trakcie próby aresztowania Wenezuelczyk zastrzelił dwóch policjantów i Mouhkarbala, a jednego funkcjonariusza ranił. Zanim nadjechały policyjne posiłki, udało mu się zbiec. Po wielokrotnym dokonaniu morderstw prasa nadała mu pseudonim „Szakal”. Po ucieczce z Paryża, posługując się fałszywymi dokumentami, przebywał w Londynie. Gdy jego siatka została rozbita we Francji, a policja zaczęła rozpracowywać członków LFWP w Wielkiej Brytanii, Ramírez zbiegł na Bliski Wschód.
W Libanie otrzymał od Wadi Haddada nowe zlecenie. Lider zaproponował mu dowodzenie akcją porwania ministrów państw OPEC. Operację opłacił ówczesny wiceprezydent Iraku Saddam Husajn, który chciał wywołać podniesienie cen ropy naftowej na świecie. „Szakal” zgodził się dowodzić akcją. 21 grudnia 1975 terrorysta stanął na czele sześcioosobowej grupy terrorystów, która wtargnęła na trwającą w Wiedniu konferencję państw członkowskich OPEC. Bojownicy zabili w środku trzy osoby, po czym uprowadzili wszystkich znajdujących się tam ministrów. Austriacy dostarczyli terrorystom samolot, a ci wraz z zakładnikami odlecieli do Algieru, gdzie „Szakal” rozpoczął negocjacje w sprawie zwolnienia ministrów. Choć Haddad polecił egzekucje ministrów z Iranu i Arabii Saudyjskiej, „Szakal” zdecydował się uwolnić wszystkich zakładników, za co dostał 50 milionów dolarów. Operacja zakończyła się sukcesem zarówno dla Saddama Husajna – ceny ropy znacznie wzrosły, jak i dla Szakala, który zdobył międzynarodowy rozgłos.
W lutym 1976 roku spotkał się w Adenie z Wadim Haddadem. Palestyńczyk poinformował go o usunięciu z szeregów LFWP. Miało to być karą za niewykonanie rozkazu likwidacji ministrów Iranu i Arabii Saudyjskiej w trakcie ataku na szczyt OPEC. Od tego czasu terrorysta działał na własną rękę i pracował jako najemnik dla rządów państw arabskich i bloku wschodniego.
Przez pierwsze dwa lata od zamachu na szczyt OPEC ukrywał się. Przebywał m.in. w Jugosławii (gdzie został na krótko aresztowany), Jemenie Południowym i Syrii. Dopiero w 1977 roku zamieszkał na stałe w Bagdadzie. Podczas pobytu w Iraku osobiście poznał Saddama Husajna.
W marcu 1978 roku zmarł Haddad, a „Szakal” uznał, że to odpowiedni moment na utworzenie nowej grupy terrorystycznej. Do nowej formacji zwerbował grupę aktywistów LFWP oraz kilku Szwajcarów i Niemców. W 1979 roku ogłoszono istnienie Organizacji na rzecz Arabskiej Walki Zbrojnej. W tym samym czasie poślubił Magdalenę Kopp będącą terrorystką zachodnioniemieckich Komórek Rewolucyjnych.
Na przełomie lat 70. i 80. bywał w niektórych europejskich krajach socjalistycznych. Odwiedził między innymi Polskę, NRD, Czechosłowację, Węgry i Bułgarię. Rządy komunistyczne chroniły i gościły „Carlosa”, widząc w nim narzędzie przydatne do destabilizacji państw Europy Zachodniej. Blok wschodni przestał stanowić bezpieczną przystań dla Ramíreza po 1984 roku, wtedy to kraje Europy Wschodniej, zawarły serię porozumień ze Stanami Zjednoczonymi, na mocy których zobowiązały się do zaprzestania udzielania schronienia terrorystom.
W 1981 roku przeprowadził się z Bagdadu do Damaszku. W zamian za udzielone schronienie jego organizacja zabiła kilkunastu przebywających w Europie przeciwników prezydenta Hafiza al-Asada.
21 lutego 1981 roku członkowie Organizacji na rzecz Arabskiej Walki Zbrojnej przeprowadzili zamach bombowy na siedzibę Radia Wolna Europa w Monachium. Ramírez osobiście nie uczestniczył w akcji, wydawał jednak terrorystom rozkazy ze swojej kryjówki w Bułgarii. W ataku rannych zostało czterech pracowników rozgłośni, a straty materialne oszacowano na dwa miliony dolarów. Zamach został przeprowadzony na zlecenie rumuńskiego dyktatora Nicolae Ceaușescu.
W styczniu 1982 roku terroryści „Szakala” przeprowadzili atak rakietowy na będącą w budowie elektrownię jądrową we Francji. Pocisk rakietowy nie zdołał jednak przebić kopuły elektrowni.
W lutym 1982 roku koordynował zamach zlecony przez Hafiza al-Asada. Celem miało być paryskie biuro czasopisma „Al-Watan al Arabi”. Gazeta prezentowała stanowisko opozycyjne względem syryjskiego rządu. Szakal przeprowadzenie ataku bombowego na dziennikarzy zlecił grupie, w której skład weszła Magdalena Kopp. Wskutek nieostrożności, część z terrorystów została ujęta przez francuskie służby. W gronie zatrzymanych znalazła się Kopp. Sam „Szakal” w liście do ówczesnego ministra spraw wewnętrznych Francji Gastona Deferre zażądał uwolnienia zatrzymanych terrorystów. Gdy minister odrzucił żądania, Ramírez zorganizował serię zamachów przeciwko Francji.
29 marca 1982 terroryści z grupy Ramíreza podłożyli bombę w pociągu TGV na trasie Paryż – Tuluza. Na skutek eksplozji zginęło 5 osób, a 77 zostało rannych. 16 kwietnia 1982 bojownicy zabili urzędnika francuskiej ambasady w Bejrucie. 22 kwietnia 1982 bojownicy przeprowadzili drugi, tym razem udany zamach na redakcję „Al-Watan al Arabi” w Paryżu. Zginęła jedna osoba, a 63 zostały ranne. 31 grudnia 1982 terroryści podłożyli ładunek wybuchowy na stacji kolejowej Gare de Marseille-Saint-Charles w Marsylii. W ataku zginęło pięć osób, a 33 zostało rannych. Jeszcze tego samego dnia terroryści umieścili bombę w pociągu TGV na trasie Marsylia – Paryż, zginęły 3 osoby, a 12 zostało rannych.
W kwietniu 1983 roku jego ludzie wysadzili francuskie centrum kulturalne w Berlinie Zachodnim. W zamachu zginęła jedna osoba, a 22 zostały ranne.
Seria zamachów na francuskie cele nie doprowadziła do uwolnienia więzionych członków grupy. Sama Magdalena Kopp opuściła więzienie po czterech latach i dołączyła do „Carlosa” w Damaszku.
Po 1985 roku „Carlos” w zasadzie nie opuszczał Damaszku, tylko sporadycznie pojawiając się w Libanie i Jemenie Południowym. W połowie lat 80. jego ugrupowanie miało marginalny charakter i liczyło zaledwie 10–15 członków. Francuski wywiad Direction Générale de la Sécurité Extérieure monitorował poczynania jego słabnącej grupy i miejsce, w którym się ukrywał.
Szakal obawiając się, że Syryjczycy wydadzą go Francuzom, opuścił kraj pod koniec lat 80. Początkowo schronił się w Jordanii. Po wyjeździe rozstał się z Magdaleną Kopp i zawarł związek małżeński z Palestynką Laną Jarrar. Następnie wraz z małżonką przeprowadził się do Chartumu w Sudanie. W Sudanie wiódł bogate życie towarzyskie. Agenci francuskiego wywiadu odnaleźli „Carlosa” po tym, jak terrorysta został sfotografowany w trakcie przyjęcia. Francuzi przekazali taśmy przedstawiające „Szakala” sudańskiemu przywódcy Hasanowi at-Turabiemu. Sudan zgodził się na aresztowanie „Carlosa” w zamian za otrzymanie francuskiej pomocy gospodarczej.
Sánchez został zatrzymany przez francuskie siły specjalne w sierpniu 1994 roku. Zakuty w kajdanki terrorysta został drogą powietrzną przetransportowany do Francji. We Francji został oskarżony o morderstwo dwóch policjantów i informatora w 1974 roku. Proces Wenezuelczyka zakończył się w grudniu 1997 roku. Terrorysta został uznany za winnego i skazany na karę dożywotniego pozbawienia wolności.
W 2001 roku ożenił się ze swoją adwokat Isabelle Coutant-Peyre.
W 2009 roku wenezuelski prezydent Hugo Chávez określił „Szakala” mianem „kluczowego rewolucjonisty”. Już wcześniej prezydent prowadził z nim listowną korespondencję i nazwał go swoim przyjacielem.
W grudniu 2011 roku francuski sąd skazał go na drugie dożywocie. Sąd orzekł, że terrorysta jest winien zabójstwa 11 osób i ranienia 150 w czterech bombowych zamachach przeprowadzonych we Francji w latach 1982–1983.
W marcu 2017 roku Wenezuelczyk został skazany przez francuski sąd na trzecie dożywocie. Sąd orzekł, że „Szakal” odpowiedzialny jest za zamach na Drugstore Publicis z 1974 roku, w którym dwoje ludzi zginęło, a 34 zostało rannych.

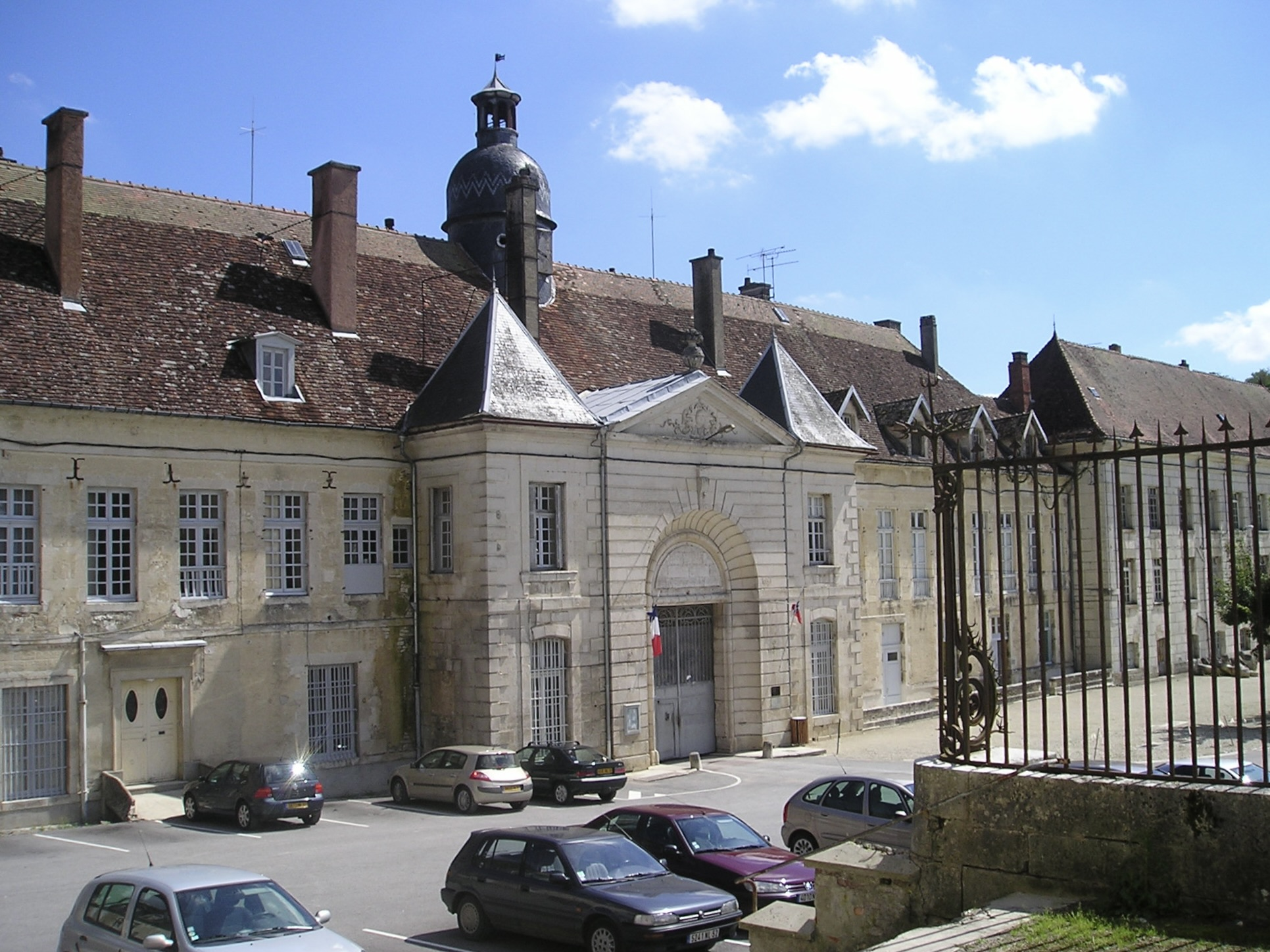
Ilich Ramírez Sánchez jest osadzony w więzieniu Clairvaux

## Życie prywatne
Był trzykrotnie żonaty. Jego pierwszą żoną była Niemka Magdalena Kopp, która podobnie jak on była lewicową terrorystką. Szakal związał się z Kopp pod koniec lat 70. Terroryści zawarli ślub w Libanie. Para spędziła ze sobą 13 lat życia, a owocem ich związku była córka imieniem Rosie. „Carlos” rozstał się z Kopp po wyjeździe do Jordanii. Po latach Kopp wydała w Niemczech książkę „Lata terroru. Moje życie u boku Carlosa” (Die Terrorjahre. Mein Leben an der Seite von Carlos), opisując się w niej jako ofiarę zastraszeń partnera. W książce Ramírez został określony przez byłą żonę między innymi jako „psychopata” i „nihilista”.
W Jordanii zawarł związek małżeński z Palestynką Laną Jarrar. Para następnie mieszkała wspólnie w Sudanie.
Trzecią żoną „Szakala” została Isabelle Coutant-Peyre, z którą ożenił się w 2001 roku.
Słynął z hulaszczego trybu życia i skłonności do zakrapianych alkoholem imprez, brał też narkotyki. U schyłku przestępczej kariery mierzył się z uzależnieniem od wspomnianych używek.

## Poglądy
Ramírez został wychowany w duchu ideologii komunistycznej. Od najmłodszych lat uczestniczył w działalności komunistycznej organizacji młodzieżowej. Jako student Uniwersytetu Patrice’a Lumumby zainspirował się guevaryzmem i uznał walkę rewolucyjną za priorytetową. Przebywając w Moskwie, poznał wielu Palestyńczyków i postanowił zaangażować się w walkę o niepodległość ich ojczyzny. W latach 1970–1976 był członkiem marksistowskiego Ludowego Frontu Wyzwolenia Palestyny. Po 1976 roku, kiedy to został usunięty z Ludowego Frontu, ideologiczne względy miały dla niego niewielkie znaczenie, „Carlos” stał się terrorystą i płatnym zabójcą działającym na zlecenie. Po wyjeździe do Sudanu przeszedł na islam, nie stosując się jednak do zasad tej religii. W XXI wieku przebywający w więzieniu terrorysta uległ dalszej radykalizacji. W wywiadach dla mediów chwalił on fundamentalistów islamskich, w tym Usamę ibn Ladina. W 2003 roku ukończył pracę nad książką Revolutionary Islam, w której przedstawił swoją filozofię opartą na połączeniu ultralewicowych poglądów z islamem.

## W kulturze
Zdjęcie „Carlosa” zostało wykorzystane na okładce płyty It’s Great When You’re Straight...Yeah brytyjskiego zespołu muzycznego Black Grape.
W 2010 roku terrorysta stał się głównym bohaterem miniserialu Carlos, produkcja w reżyserii Oliviera Assayasa została nagrodzona Złotym Globem.
Postacią Ramíreza inspirowany był cykl powieści Roberta Ludluma (Tożsamość Bourne’a, Krucjata Bourne’a i Ultimatum Bourne’a). Pisarz uczynił terrorystę czarnym charakterem i kontrpartnerem pozytywnego bohatera Jasona Bourne’a.